# Spiti
Spiti és una vall del nord d'Himachal Pradesh formada pel riu d'aquest nom format per la unió del Spiti i el Para; els rius Alt Chandra i Isamp formen valls complementàries. El principal afluent de l'Spiti és el Pin i els principals pobles Dankar i Kaza. Forma part del districte de Lahul i Spiti.
La vall es creu que va tenir un govern separat de vegades vinculat a principats tibetans. El 1630 va caure en mans de Sinagi Namgyal, rei de Ladakh, que va concedir el territori al seu tercer fill Tenchbog. Poc després va passar al principat de Guge situat a l'est, al Tibet per retornar a domini de Ladakh el 1720 després de la guerra entre Guge i Tibet. El rei de Ladakh es va casar amb la filla del comandant tibetà i va rebre Spiti com a dot, i a tost els efectes Spiti va romandre una província de Ladakh però per la seva situació remota i aïllada va continuar de fet amb un real autogovern, amb un oficial enviat periòdicament per recaptar tribut i rebre el jurament de fidelitat. El 1841 els sikhs van annexionar el principat de Kulu i van enviar una força a Spiti. Els habitants es van retirar a les muntanyes i els invasors van saquejar cases i monestirs; però els sikhs es van retirar tot seguit i no van intentar annexionar la vall que va restar possessió nominal de Ladakh. El 1846 quan els sikhs de Lahore van haver de cedir els estats del Trans-Sutlej després de la primera Guerra Sikh, el govern britànic va annexionar Spiti a Kulu i va cedir altres territoria a canvi a Caixmir, continuador de Ladakh (annexionat per Caixmir el 1842). El mateix 1846 el capita A. Cunningham i el senyor Vans Agnew van delimitar la frontera entre Spiti, Ladakh i el Tibet xinès. La vall va quedar administrada per senyors hereditaris locals amb títol de "nono" aconsellat i controlat per un subcomissionat de Kulu i auxiliat per cinc ancians o gatpos. Una regulació especial que reconeixia l'autonomia de la vall fou promulgada el 1873.
La població són mongols i budistes. El país té nombrosos monestirs.